# رون اولسن
رون اولسن (بالإنجليزية: Ron Olsen) هو صحفي أمريكي، ولد في القرن العشرين في منيابولس في الولايات المتحدة.

## وصلات خارجية
- الموقع الرسمي
- رون اولسن على موقع IMDb (الإنجليزية)